# Mikołajewo (powiat czarnkowsko-trzcianecki)
Mikołajewo – wieś w Polsce położona w województwie wielkopolskim, w powiecie czarnkowsko-trzcianeckim, w gminie Czarnków.
W latach 1945–54 i 1973–1976 w gminie Czarnków, w 1977–1992 w gminie Wieleń, a od 15 lipca 1992 ponownie w gminie Czarnków.
W latach 1975–1998 miejscowość administracyjnie należała do województwa pilskiego.
Zobacz też: Mikołajewo